# Kristo Themelko
Kristo Themelko, ps. Shulja (ur. 13 kwietnia 1915 w Verniku, zm. 1990) – członek Komitetu Centralnego Komunistycznej Partii Albanii, z zawodu stolarz.

## Życiorys
Mieszkał w Tiranie. W 1938 roku został aresztowany za działalność komunistyczną; w lutym następnego roku skazano go na okres 1 roku pozbawienia wolności, nie był wcześniej karany. W kwietniu 1939 został zwolniony z odbywania kary na mocy dekretu wydanego przez wicekróla Albanii Francesco Jacomoniego.
Działał w Armii Narodowo-Wyzwoleńczej. W 1944 roku na rozkaz Envera Hodży oraz jugosłowiańskiego majora Voja Todorovicia dopuszczał się rozstrzeliwania ludności cywilnej.

## Życie prywatne
Był synem Jana i Dony.